# شائف عزي صغير
شائف عزي صغير وزير الدولة عضو مجلس الوزراء في اليمن عين بتاريخ 7 ديسمبر 2011م في حكومة باسندوة، حتى نوفمبر 2014.

## المناصب السابقة
- أمين عام الحزب الناصري الديمقراطي.
- عضو قيادة التحالف الوطني الديمقراطي.
- وكيل وزارة الشؤون الاجتماعية والعمل.